# Марек Корнат

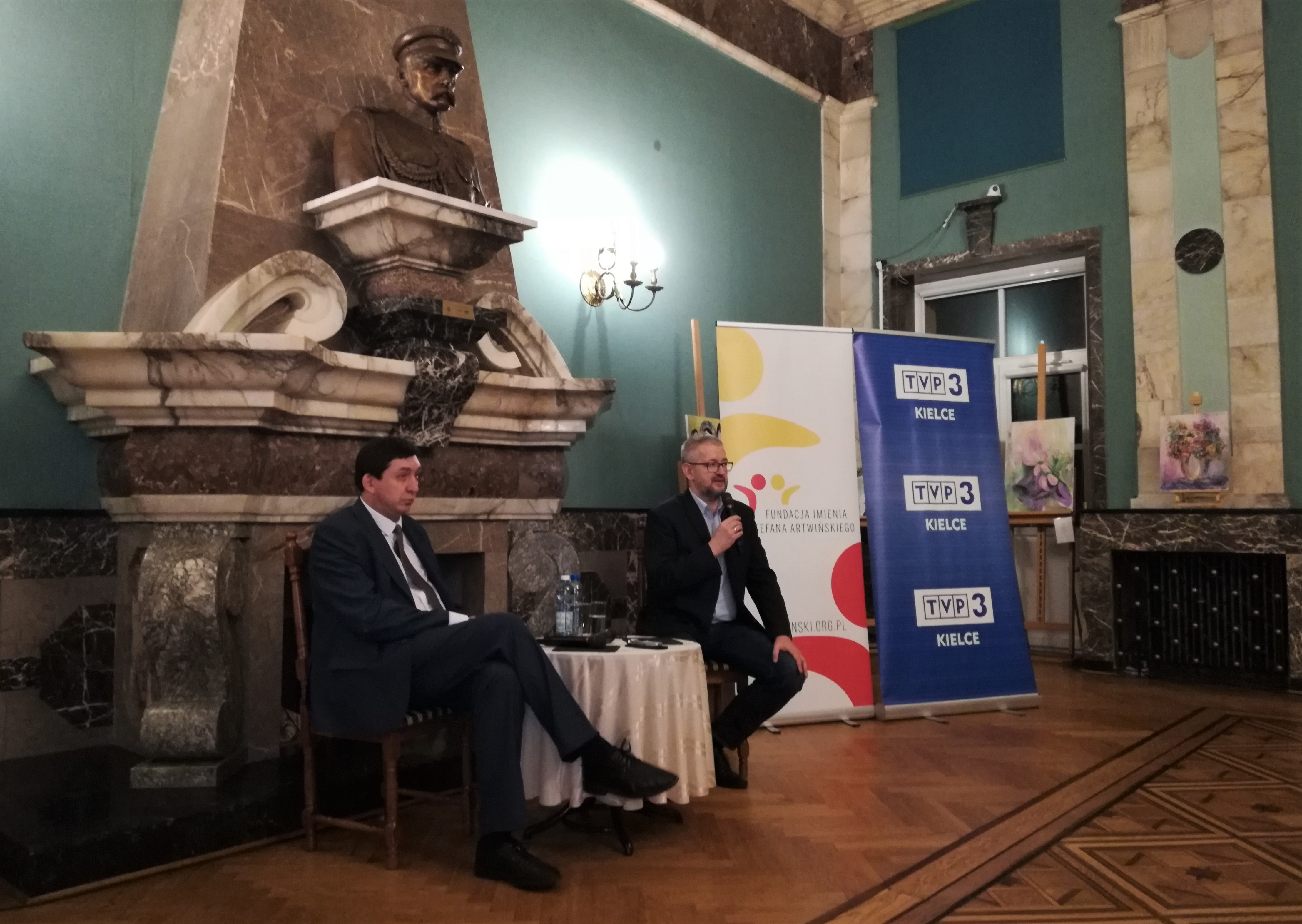
проф. Марек Корнат і редактор Рафал Зємкевич, дебати, Воєводський центр культури в Кельце, 21 листопада 2018 р.

Марек Войцех Корнат (народився 28 грудня 1971 в Прошовіце) — польський історик, радянолог, редактор джерел, есеїст, професор гуманітарних наук і керівник відділу історії дипломатії та тоталітарних систем в Інституті історії Польщі. Академії наук у Варшаві та в Університеті кардинала Стефана Вишинського у Варшаві. Спікер Форуму Вільних Народів Постросії.

## Біографія
У 1995 році з відзнакою закінчив історичний факультет Ягеллонського університету, а в 2000 році на історичному факультеті цього університету отримав ступінь доктора гуманітарних наук у галузі історії на основі дисертації Пакт Молотова-Ріббентропа і Польща . Дипломатія Другої Польської Республіки до німецько-радянського зближення та співпраці в 1939 р., а в 2005 р. здобув кваліфікацію в Інституті історії Польської академії наук за двотомною працею Більшовизм — тоталітаризм — революція — Росія. Початки радянології та дослідження тоталітарних систем у Польщі (1918—1939) . У 2015 році отримав вчене звання професора гуманітарних наук.
З 2000 р. працював в Інституті історії Польської академії наук, спочатку асистентом, з 2005 р. доцентом кафедри історії тоталітарних систем і Другої світової війни, а з 2005 р. — доцентом. 2010 у званні професора. З 2004 по 2009 рік він був професором кафедри міжнародних відносин і національної безпеки на факультеті політичних студій Коледжу бізнесу — Національного Луїського університету в Новому Сончі. в У 2008 році почав працювати на факультеті права та адміністрації Університету імені кардинала Стефана Вишинського, очолюючи кафедру історії міжнародних відносин.
Був стипендіатом Програми Європейської Комісії «Темп» (1998), Фундації Лянцкоронських з Березького (1998), Фонду Допомоги Незалежній Польській Науці та Культурі, заснованого Єжи Ґедройцем (1999), Фундації ім. Стефана Баторія (1999) та двічі до Фундації польської науки (2001 та 2005). Він був запрошеним науковцем у Національному центрі в Парижі, у Колумбійському університеті в Нью-Йорку, в Європейському інституті в Майнці та як старший науковий співробітник в Institut der Wissenschaften vom Menschen у Відні.
Спеціалізується на новітній історії. У рамках своєї наукової діяльності він займається, серед ін. історія дипломатії та міжнародних відносин у XIX-ХХ ст., польська зовнішня політика в 1918—1945 рр., історія польської та західної радянської думки, а також певною мірою історія польської історіографії.
Від У 2008 р. став членом наукової ради Інституту історії Польської академії наук, а в У 2015 році обраний до Наукової ради Інституту політичних досліджень Польської академії наук. Він є членом Ради Інституту Центрально-Східної Європи в Любліні. Входить до складу Комітету з Публікація польських дипломатичних документів у Польському інституті міжнародних справ та представник Польщі в Науковій раді Європейської мережі пам'яті та солідарності. Був обраний до Центральноєвропейської комісії Польської академії науки (II відділ історії та філософії). Він також є співголовою польсько-румунської змішаної комісії істориків, яка діє на основі угоди між Польською академією наук і Румунською академією. Він є членом Ради Інституту Юзефа Пілсудського у Варшаві. Він залишається членом правління кількох журналів, зокрема: квартальника «Historia newest», піврічника «Historia i Polityka» з Торуня та часопису «Pro Fide, Lege et Rege», а також двомісячника «Nowa Europa Wschodnia».
У 2014 році він був обраний до міжнародної наукової корпорації Academia Europea/European Academy, що базується в Лондоні .
У 2021—2023 роках член Наукової ради Інституту Республіки .
Автор семи книжок, редактор (або співредактор) кількох колективних праць і джерельних видань, а також понад двохсот наукових статей і близько тридцяти рецензій. Публікувався у відомих іноземних журналах, таких як «Osteuropa», «Revue d'Histoire diplomatique» і «International History Review», а також польських (паризькі «Zeszyty Historyczne», «Kwartalnik Historyczny», «Historia -eastern», «Дослідження фашизму та нацистських злочинів», «Przegląd Wschodni», «Polish Diplomatic Review», «Arcana», «Przegląd Polityczny»). Також опублікував сім біографій у «Польському біографічному словнику».

## Нагороди
- 2003 — Нагорода Міністерства культури та національної спадщини в конкурсі «Слідами пам'яті» за книгу «Польська радянська школа»;
- 2003 — Премія Кліо II ступеня за книгу «Польща 1939 року і пакт Молотова-Ріббентропа».
- 2005 — Премія ім Єжи Ґедройць нагороджений сенатом Університету Марії Кюрі-Склодовської в Любліні за книгу «Більшовизм — тоталітаризм — революція — Росія» (т. 1–2)
- 2005 — Міжнародна «Вишеградська премія», присуджена чотирма Академіями наук: польською, чеською, словацькою та угорською за загальні наукові досягнення у 2005 р.
- 2008 — Почесна нагорода Генрик Верешицький і Вацлав Фельчак нагороджені історичним факультетом Ягеллонського університету за редагування листів Єжи Ґедройця та Чеслава Мілоша.
- 2012 — Найкраще видання з історії польської дипломатії (Зовнішня політика Польщі 1938—1939. Чотири рішення Юзефа Бека) Наукова рада за Історичний при міністрі закордонних справ.
- 2013 — медаль ім Тадеуша Мантейфеля, нагородженого Інститутом історії Польської академії наук.
- 2018 — міністр культури та національної спадщини Пьотр Глінський нагородив його срібною медаллю «За заслуги перед культурою Gloria Artis»[8].
- 2023 — Срібна медаль за заслуги перед польською наукою Sapientia et Veritas[9]

## Вибрані видання

### Власні роботи
- Польща в 1939 році і пакт Молотова-Ріббентропа. Проблема німецько-радянського зближення у зовнішній політиці II РП , Варшава: Польський інститут міжнародних відносин 2002.
- Польська радянологічна школа 1930—1939, Краків: «Аркана», 2003.
- Більшовизм — тоталітаризм — революція — Росія. Початки радянології та дослідження тоталітарних систем у Польщі (1918—1939) , вип. 1-2, Краків: Księgarnia Akademicka 2003—2004.
- Політика балансу (1934—1939 рр.). Польща між Сходом і Заходом , Краків: Видавництво Аркана, 2007.
- Polen zwischen Hitler und Stalin. Studien zur polnischen Außenpolitik in der Zwischenkriegszeit, Bebra, Берлін — Бранденбург 2012.
- Зовнішня політика Польщі 1938—1939 рр. Чотири рішення Юзефа Бека , Гданськ: Видавництво Oskar і Музей Другої світової війни 2012.
- Між миром і війною. Нариси про польську дипломатію 1918—1945 рр./Між миром і війною. Нариси польської дипломатії 1918—1945 рр , вступ К. Skórzyńska, Варшава: Польський інститут дипломатії. Ігнацій Ян Падеревський і Wydawnictwo Sejmowe 2015, с. 163 (разом з Войцехом Матерським).
- Вацлав Гжибовський . Посол у Москві (1936—1939). Політична біографія , Варшава: Wydawnictwo Sejmowe 2016.
- Друга світова війна: історія, яка не хоче зникати. Дискусії про польський досвід XX століття та політику пам'яті , відповідальний редактор Лешек Заборовський, Варшава: Центр тоталітарних досліджень. Вітольд Пілецький 2017,ISBN 9788394813321 (есе Марека Корната та дискусія про нього за участю істориків)

### Книги відредаговані
- (редактор) Єжи Ґедройц, Чеслав Мілош, Листи 1952—2000, том. 1–3, Варшава: Spółdzielnia Wydawnicza Czytelnik 2008—2012 (Литовський переклад: Laiškai 1952—1963, leidinio rengėjas, įžangos ir komentatų autorius Marek Kornat, iš lenkų kalbos vertė Kazys Uscila, Vilnius: Mintis 2010 і Лайшкай 1964—1972 рр. Єжи Ґедройц, Чеслав Мілош, sudarytojas Marek Kornat, [пер. Kazys Uscila], Мінтіс, Вільнюс 2014).
- (редактори) Пій XII. Папа Римський в добу тоталітаризмів: історіографія та політика, ред. Марек Корната, Краків: Wydawnictwo Arcana 2010.
- (редактор) Богуміл Ясіновський, Східне християнство і Русь, вступ Марека Корната, примітки Станіслава Ґурки, Краків: Ośrodek Myśli Polityczna 2002.
- (упорядники) Польські дипломатичні документи 1938, вид. Марек Корнат, співавт Piotr Długołęcki, Maria Konopka-Wichrowska, Marta Przyłuska, Варшава: Польський інститут міжнародних відносин 2007.
- (редактор) Адам Єжи Чарторийський, Роздуми про дипломатію, пер. Ян Марія Клочовський ; Марек Корнат, Реформа дипломатії та легітимність націй. Studium, Kraków: Wydawnictwo Literackie 2011 (французький переклад: Essai sur la diplomatie, av.-prop. de Jerzy Buzek, suivi de Une diplomatie des Lumières, trad. du pol. par Erik Veaux, Lausanne: Les Éditions Noir sur Blanc 2011) .
- (упорядники разом з Миколаєм Моржицьким-Марковським) У румунській пастці. Інтернування Юзефа Бека та Едварда Смігли-Ридзя в документах румунських спецслужб, вступ Марека Корната, переклад док. з англійської ром. Радослава Яновська-Ласкар, Гданськ: Видавництво Оскар та Музей Другої світової війни 2011.
- (вступ) Czesław Miłosz, Russia: transoceanic visions, vol. 2: Надземні мости, вибране за ред. і складений до тома Барбарою Торуньчик у співпраці з Монікою Войцяк, Миколаєм Новаком-Рогозінським, зі вступом Марека Корната, Варшава: Fundacja Zeszytów Literackich 2011.
- (редактор) Michał Łubieński, Роздуми та спогади, вступ, ред. та примітки Марека Корната, Warszawa: Wydawnictwo Sejmowe 2012.
- (редактор разом з Магдаленою Саторою), Версальсько-Ризький порядок у Центральній та Східній Європі (1921—1939). Дослідження міжнародної політики, Краків 2013, с. 292.
- (редактор разом з Малгожатою Віллауме), Élites polonaises et roumaines et leurs relations réciproques à travers les siécles. Colloque de d'historiens polonais et roumains, Kazimierz Dolny, 13–16 septembre 2011, Varsovie 2013.
- (упорядники) Прометеївський рух і боротьба за перебудову Східної Європи (1918—1940). Етюди та нариси, ред. Марек Корната, Варшава: Інститут історії Польської академії наук 2012.
- (післямова) Дипломатичні звіти Чеслава Мілоша 1945—1950, вид. та анотовано Марією Моржицькою-Марковською, післямова Марека Корната, Варшава: Інститут документації та студій польської літератури, Філія Музею літератури. Адама Міцкевича — Товариство «Więź» 2013.
- (редактор) Пйотр Вандич . Історик — емігрант — інтелектуал, ред. Марек Корнат, Славомір М. Nowinowski, Rafał Stobiecki, Бидгощ: Oficyna Wydawnicza Epigram 2014.
- (редактор) Єжи Лоєк, Вибрані твори. 20 століття, ред. Марек Корнат, Краків: Університет 2014.
- (редактор) Єжи Лоєк, Вибрані твори. 19 століття під ред. Марек Корнат, Краків: Університет 2015.
- (ред.) Рафал Марцелі Блют, «Ліквідація ленінської еліти» та інші радянськознавчі праці, ред. Марек Корнат, Варшава: Więź 2016ISBN 978-83-62610-96-9

## Виноски
1. ↑  Чеська національна авторитетна база даних
2. ↑  Bibliografie dějin Českých zemí — 1905.
3. 1 2 3 4 5  Nauka Polska
4. ↑  https://www.ae-info.org/ae/User/Kornat_Marek
5. ↑  Złota księga nauki polskiej w 100 rocznicę odzyskania niepodległości. Tom I. A-Ł, wyd. Mastermedia i Helion, Gliwice 2020, s. 562
6. ↑  Koniec drogich instytutów. Nieprawidłowości w jednostkach powołanych przez PiS (пол.)
7. ↑  Premier wręczył akty powołań dla członków rady naukowej Instytutu De Republica i Odznaki Honorowe za Zasługi dla Legislacji - Kancelaria Prezesa Rady Ministrów - Portal Gov.pl (pl-PL)
8. ↑  Glorie Artis dla wybitnych przedstawicieli polskiej kultury. mkidn.gov.pl. 12 lipca 2018.
9. ↑  Wybitni przedstawiciele nauki odebrali medale „Zasłużony dla Nauki Polskiej Sapientia et Veritas” - Ministerstwo Edukacji i Nauki - Portal Gov.pl (pl-PL)